# Aeroportul Manistee County Blacker
Aeroportul Manistee County Blacker (IATA: MBL, ICAO: KMBL, FAA LID: MBL) este un aeroport din Comitatul Manistee, Michigan, Michigan, Statele Unite ale Americii ce deservește zona Manistee. Aeroportul a fost tranzitat în 2019 de 794 de pasageri. A fost numit după zona deservită.
Situat la o altitudine de 189 m, aeroportul dispune de 2 piste.

## Infrastructură

### Piste
Aeroportul dispune de 2 piste. Pista 01/19 are suprafața de asfalt și dimensiunile 2.721 picioare × 75 picioare. Pista 10/28 are suprafața de asfalt și dimensiunile 5.501 picioare × 100 picioare. 